# 末川かおり
末川 かおり（すえかわ かおり、本名：小島 香、1973年4月5日 - ）は、日本のモデル・タレント。オスカープロモーションSP部所属。
鹿児島県出身。血液型はO型。身長は166cm、スリーサイズはB83 W57 H83、靴のサイズは24.0cm。

## 人物・来歴
- 趣味は釣り、ゴルフ、写真、散歩、ドライブ。
- 子供の頃から父親と釣りに出掛けていたため、釣りも得意。これを活かして、スカパー!の釣り専門チャンネル(ch753)「釣りビジョン」の番組に出演中。7月から、自身が記者(レポーター)を務め、釣り好き芸能人の素顔を徹底取材する新番組「つりEXPRESS」がスタート。記念すべき第1回目のゲストは俳優の小西博之が、嵐の中スルメイカ釣りに初挑戦する。
- 2006年2月、小島嵩弘との入籍を発表

## 出演

### テレビ番組
- 大人の自由時間（BS11）
- 男の食彩（NHK）
- にっぽん釣りの旅（NHKハイビジョン）
- OH!アウトドアライフ（岡山放送）
- つりEXPRESS（スカパー!　釣りビジョン）
- つりステーション（スカパー!　釣りビジョン）
- 海釣り王国!広島（釣りビジョン）

### 映画
- 重ねる（2024年11月23日） - 大澤まりこ 役[1][2]

### ラジオ
- SURFSIDE BREEZE（BayFM）
- Bay COMFORT（BayFM）